# Outlaws of the Rockies
Outlaws of the Rockies è un film del 1945 diretto da Ray Nazarro.
È un western statunitense con Charles Starrett, Tex Harding, Dub Taylor e Carole Mathews.
Fa parte della serie di film western della Columbia incentrati sul personaggio di Durango Kid.

## Produzione
Il film, diretto da Ray Nazarro su una sceneggiatura di J. Benton Cheney, fu prodotto da Colbert Clark per la Columbia Pictures e girato nell'Iverson Ranch a Chatsworth, Los Angeles, California, dall'11 al 21 aprile 1945.

## Distribuzione
Il film fu distribuito negli Stati Uniti dal 18 September 1945 al cinema dalla Columbia Pictures.
Altre distribuzioni:
- in Brasile (Renegados do Montes)
- nel Regno Unito (A Roving Rogue)
- in Grecia (Listai ton oreon)

## Promozione
Le tagline sono:
- SHOOT FIRST and SHOOT TO KILL!
- BANDIT TERROR SCOURGES WEST!
- PRISON BARS CAN'T HOLD HIM! - OUTLAW BANDS CAN'T CATCH HIM!